# Ruud Mungroo

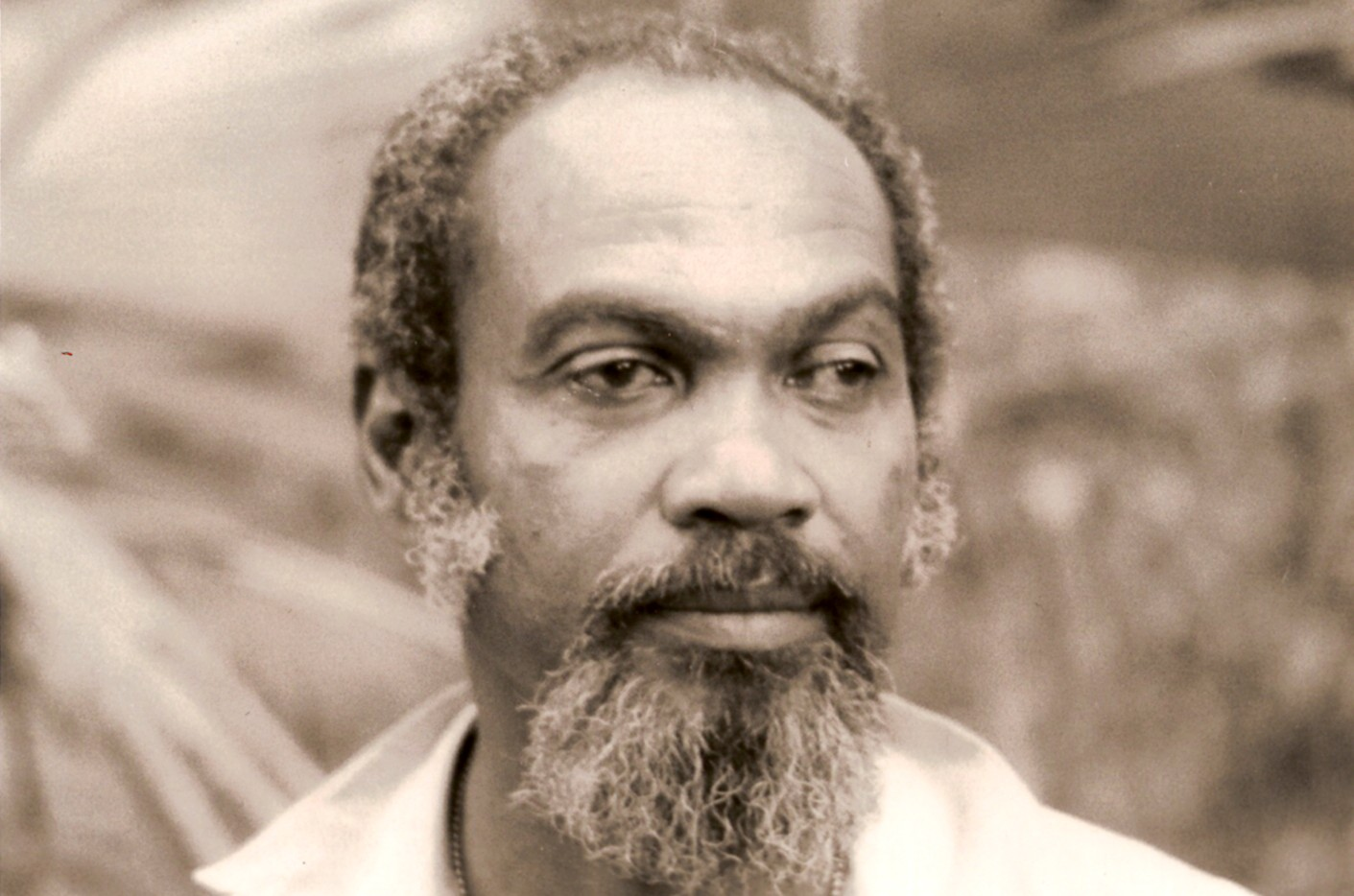
Ruud Mungroo

Ruud Mungroo (District Suriname, 16 februari 1938 – Assen, 9 augustus 2003) was een Surinaams journalist en schrijver. Zijn eigenlijke naam is Rudi Mangroe.

## Loopbaan
Ruud Mungroo werkte als omroepleider van de staatsradio SRS. In 1968 maakte hij zijn debuut met een verhaal en enkele verzen in het tijdschrift Moetete en het dagblad Suriname. Hij schreef voornamelijk proza over het alledaagse leven van de eenvoudige Surinamer. Het hoorspel Ai Santo Boma werd bewerkt tot de solo-eenakter Ai Santo Boma (1969) en later tot de novelle Het raam (1971), dat samen met Thea Doelwijts Wajono, jarenlang het vaakst herdrukte boek uit Suriname was. Verder verschenen Afanaisa en andere verhalen (1970) en de kleine historische roman Tata Colin (1982).  Van zijn hoorspelen - meest meerdelige familiedrama's en liefdesgeschiedenissen - noemen we nog: Nacht in het donkere huis (1970), De belofte (l983) en De ontmoeting (1985). Ruud Mungroo publiceerde mondjesmaat; qua alcoholconsumptie was hij de Tip Marugg van de Surinaamse letteren. Een grote roman, getiteld De erfenis, werd jarenlang in het vooruitzicht gesteld, er verschenen enkele fragmenten van, maar het gehele manuscript is nooit in druk verschenen.

## Over Ruud Mungroo
- Michiel van Kempen, Een geschiedenis van de Surinaamse literatuur. Breda: De Geus, 2003, deel II, pp. 718, 839-842.